# دينيسي كيلي
دينيسي كيلي (بالإنجليزية: Dean Kelly)‏ (5 مايو 1985 بدبلن في جمهورية أيرلندا - ) هو لاعب كرة قدم أيرلندي في مركز الهجوم. لعب مع أولدهام أثلتيك وباتريك أتلتيك ونادي بوهيميان ونادي شامروك روفرز ونادي شيلبورن ولونغفورد تاون ‏ وCrumlin United F.C. ‏ وTolka Rovers F.C. ‏ وBray Wanderers F.C. ‏.

## وصلات خارجية
- دينيسي كيلي على موقع قاعدة بيانات كرة القدم.إي يو (الإنجليزية)
- دينيسي كيلي على موقع قاعدة بيانات كرة القدم.إي يو (الإنجليزية)
- دينيسي كيلي على موقع Soccerbase.com (لاعب) (الإنجليزية)